# Lithacodia editha
Lithacodia editha là một loài bướm đêm trong họ Noctuidae.